# Tillandsia sagasteguii
Tillandsia sagasteguii är en gräsväxtart som beskrevs av Lyman Bradford Smith. Tillandsia sagasteguii ingår i släktet Tillandsia och familjen Bromeliaceae. Inga underarter finns listade i Catalogue of Life.